# À court d'enfants
Pour plus de détails, voir Fiche technique et Distribution.
À court d'enfants  est un film dramatique français réalisé par Marie-Hélène Roux et sorti en 2015.

## Synopsis
Inspiré d’un fait réel, communément appelé Les Réunionnais de la Creuse, ce film retrace le parcours d’un enfant réunionnais, Camélien 10 ans et de sa sœur Lenaïs 5 ans, arrachés à leur mère afin de contribuer à la politique de repeuplement des campagnes françaises. Nous sommes l’hiver 1963 dans une ferme isolée de la Creuse.

## Fiche technique
- Titre : À court d'enfants
- Réalisation : Marie-Hélène Roux
- Scénario : Marie-Hélène Roux
- Photographie : Senda Bonnet
- Montage : Hugo Lemant
- Musique : Johannes Steinray
- Costumes : Brigitte Faur-Perdigou et Ilona Deydier
- Décors : Dominique Fourteaux
- Producteur : Cynthia Pinet
- Production : 1divided Films
- Pays d’origine :  France
- Genre : drame
- Date de sortie :
  - France : 20 mai 2015

## Distribution
- Marie Bunel : Denis Roblin
- Vincent Winterhalter : Lucien Roblin
- Louzolo Mahonga-Morillon : Camélien
- Francine Barreau : l'employée du foyer
- Délixia Perrine : la mère
- Françoise Bertin :
- Matthis Bourneix : Jean Roblin
- Floriane Vilpont : Lenais adulte